# Бридж-Сіті (Луїзіана)
Бридж-Сіті (англ. Bridge City) — переписна місцевість (CDP) в США, в окрузі Джефферсон штату Луїзіана. Населення — 7219 осіб (2020).

## Географія
Бридж-Сіті розташований за координатами 29°56′27″ пн. ш. 90°9′24″ зх. д. / 29.94083° пн. ш. 90.15667° зх. д. (29.940771, -90.156566).  За даними Бюро перепису населення США в 2010 році переписна місцевість мала площу 13,59 км², з яких 10,83 км² — суходіл та 2,76 км² — водойми.

## Демографія
Згідно з переписом 2010 року, у переписній місцевості мешкало 7706 осіб у 2717 домогосподарствах у складі 1925 родин. Густота населення становила 567 осіб/км².  Було 3168 помешкань (233/км²).
Расовий склад населення:
| - 49,5 % — чорних або афроамериканців - 39,3 % — білих - 4,1 % — азіатів - 0,6 % — корінних американців - 5,2 % — осіб інших рас |

До двох чи більше рас належало 1,3 %. Частка іспаномовних становила 11,5 % від усіх жителів.
За віковим діапазоном населення розподілялося таким чином: 28,5 % — особи молодші 18 років, 60,7 % — особи у віці 18—64 років, 10,8 % — особи у віці 65 років та старші. Медіана віку мешканця становила 33,8 року. На 100 осіб жіночої статі у переписній місцевості припадало 97,0 чоловіків;  на 100 жінок у віці від 18 років та старших — 93,2 чоловіків також старших 18 років.
Середній дохід на одне домашнє господарство  становив 42 778 доларів США (медіана — 31 287), а середній дохід на одну сім'ю — 44 830 доларів (медіана — 33 190). Медіана доходів становила 35 530 доларів для чоловіків та 25 254 долари для жінок. За межею бідності перебувало 26,8 % осіб, у тому числі 36,2 % дітей у віці до 18 років та 15,8 % осіб у віці 65 років та старших.
Цивільне працевлаштоване населення становило 2790 осіб. Основні галузі зайнятості: освіта, охорона здоров'я та соціальна допомога — 15,9 %, роздрібна торгівля — 15,3 %, науковці, спеціалісти, менеджери — 12,7 %, будівництво — 11,5 %.